# Бєдовой Костянтин Анатолійович
Костянтин Анатолійович Бєдовой (нар. 24 квітня 1966, Україна) — український юрист, громадський діяч і політик. Адвокат, учасник Євромайдану, доброволець АТО, голова центру безоплатної правової допомоги. Костянтин Анатолійович Бєдовой є членом Політради партії Справедливість, керівник Київської обласної партійної організації. Виступає за очищення української політики від олігархів та розвиток національної економіки без монополій.

## Біографія
Народився 24 квітня 1966 року. Громадянин України. Одружений, батько чотирьох дітей.
Займається юридичною практикою як самозайнята особа, має статус адвоката. Патріот України, активно працює над трансформацією та розвитком держави.

## Громадянська позиція
Активний учасник Революції Гідності, з перших днів до завершення протестів. У 2014–2015 роках добровольцем брав участь в АТО за наказами АТЦ СБУ №0120 та №33/1081т. У різні роки працював радником керівників ГУР МО України та СЗР України.
З 2015 року очолює центр безоплатної правової допомоги, де працює як адвокат-волонтер. Послідовно виступав проти режимів Віктора Януковича та Петра Порошенка.

## Освіта і юридична діяльність
Має вищу юридичну освіту. З 2007 року — практикуючий адвокат.

## Політична діяльність
У минулому був членом партії «УДАР», очолював Києво-Святошинську районну партійну організацію. У 2010 році обраний депутатом Києво-Святошинської районної ради Київської області, де у 2010–2011 роках очолював фракцію партії «УДАР». Вийшов з партії та склав депутатські повноваження після інформації про її продаж Петру Порошенку.
Разом з Андрієм Богданом, Єгором Фірсовим, Миколою Томенком та іншими був виключений зі списків партії БПП. З 2016 року — член Політради партії Справедливість Валентина Наливайченка, голова Київської обласної організації.

## Громадська діяльність
- 2004 — член Національної спілки журналістів України
- 2007 — член Об'єднання ветеранів розвідки України
- 2008 — член Спілки адвокатів України
- 2009 — член Федерації боксу м. Києва
- 2010 — обраний депутатом районної ради від партії «УДАР»
- 2010–2011 — керівник фракції «УДАР» у райраді
- 2012 — голова районної організації партії «УДАР», склав мандат після продажу партії Порошенку
- З 2016 — член Політради партії «Справедливість», керівник Київської обласної організації

## Нагороди
- 22 листопада 1996 — Грамота Міністра оборони України
- 28 квітня 2007 — Грамота начальника ГУР МО України
- 5 вересня 2007 — Медаль «15 років військовій розвідці України» (заохочувальна відзнака ГУР МО України)
- 3 червня 2008 — Почесна медаль ГУР МО України
- 18 грудня 2009 — Медаль «За сприяння військовій розвідці України» II ступеня